# Cullom
Cullom es una villa ubicada en el condado de Livingston en el estado estadounidense de Illinois. En el Censo de 2010 tenía una población de 555 habitantes y una densidad poblacional de 643,5 personas por km².

## Geografía
Cullom se encuentra ubicada en las coordenadas 40°52′42″N 88°16′11″O / 40.87833, -88.26972. Según la Oficina del Censo de los Estados Unidos, Cullom tiene una superficie total de 0.86 km², de la cual 0.86 km² corresponden a tierra firme y (0%) 0 km² es agua.

## Demografía
Según el censo de 2010, había 555 personas residiendo en Cullom. La densidad de población era de 643,5 hab./km². De los 555 habitantes, Cullom estaba compuesto por el 98.92% blancos, el 0.36% eran afroamericanos, el 0% eran amerindios, el 0% eran asiáticos, el 0% eran isleños del Pacífico, el 0.36% eran de otras razas y el 0.36% pertenecían a dos o más razas. Del total de la población el 1.08% eran hispanos o latinos de cualquier raza.